# Camp Swift
Camp Swift é uma Região censo-designada localizada no estado norte-americano de Texas, no Condado de Bastrop.

## Demografia
Segundo o censo norte-americano de 2000, a sua população era de 4731 habitantes.

## Geografia
De acordo com o United States Census Bureau tem uma área de
31,3 km², dos quais 30,9 km² cobertos por terra e 0,4 km² cobertos por água.

## Localidades na vizinhança
O diagrama seguinte representa as localidades num raio de 24 km ao redor de Camp Swift.